# Жанін Янсен
Жанін Янсен (нід. Janine Jansen), *7 січня 1978, Суст, Утрехт, Нідерланди) — голландська скрипалька.

## Життєпис
Жанін Янсен народилася в сім'ї музиканта, старший брат теж музикант. Мати — класична співачка і сестра баса нід. Peter Kooij, який спеціалізується на бароковій музиці. На скрипці почала вчитися грати у віці шести років. Пізніше продовжила свою освіту в Гаазькій консерваторії у Косьє Вейзенбека (Coosje Wijzenbeek) та в Утрехтській консерваторії у Філіпа Гіршгорна і Бориса Белкіна.
Її публічний дебют відбувся у 1997 році в Амстердамському Консертгебау. Янсен стала відомою в Нідерландах, коли у вересні 2003 року отримала музичну премію голландського Міністерства культури. Міжнародну популярність вона здобула після виступів у 2006 році в Берліні з Берлінським філармонічним оркестром і в Лос-Анджелесі у 2008 році. В 2009 році у Великій Британії вона отримала премію Королівської філармонії для інструменталістів.
Хоч її запрошують найбільші оркестри світу, Янсен виступає і з оркестрами камерної музики. Серед її студійних записів «Inventions & Partitas» Баха, твори Бріттена та Шостаковича. В Утрехті вона організувала міжнародний фестиваль камерної музики.
Грає на скрипці 1727 року Baron Deurbroucq італійського майстра Антоніо Страдіварі.
Жанін Янсен одружена з шведським диригентом Даніелем Блендульфом (швед. Daniel Blendulf).